# Ma femme est une actrice
Pour plus de détails, voir Fiche technique et Distribution.
Ma femme est une actrice est un film français réalisé par Yvan Attal, sorti en 2001.
Il s'agit du premier long métrage comme réalisateur d'Yvan Attal. Il s'agit d'une adaptation de son propre court-métrage, I Got a Woman de 1997.

## Synopsis
Journaliste sportif, Yvan est marié à Charlotte, une comédienne célèbre. Beaucoup l'estiment chanceux, mais un jour quelqu'un lui fait remarquer que de nombreux acteurs embrassent sa femme, et qu'une foule de spectateurs la déshabillent du regard à chaque film... Yvan devient jaloux.

## Fiche technique
- Titre original : Ma femme est une actrice
- Titre anglais : My Wife Is an Actress
- Réalisation et scénario : Yvan Attal
- Montage : Jennifer Augé
- Effets visuels : Mikros Image
- Costumes : Jacqueline Bouchard
- Chef décorateur : Katia Wyszkop
- Décors : Gérard Marcireau
- Directeur de la photographie : Rémy Chevrin
- Musique : Brad Mehldau et son trio
- Producteur : Claude Berri

Producteur délégué : Pierre Grunstein
- Sociétés de production : Renn Productions, Canal+, CNC, Katharina et TF1 Films Production
- Sociétés de distribution : Pathé, A-Film, Concorde Filmverleih (en) et Sony Pictures Classics
- Pays de production :  France
- Format : couleur, 1.85:1 - son Dolby Digital et DTS
- Langues originales : français et anglais
- Genre : comédie romantique
- Durée : 95 minutes
- Budget : 5,9 millions d'euros[1]
- Date de sortie :
  - France : 14 novembre 2001

## Distribution
- Charlotte Gainsbourg : Charlotte
- Yvan Attal : Yvan
- Terence Stamp : John
- Noémie Lvovsky : Nathalie
- Laurent Bateau : Vincent
- Ludivine Sagnier : Géraldine
- Lionel Abelanski : Georges
- Keith Allen : David, le réalisateur
- Jo McInnes : l'assistant de David
- Valérie Leboutte : la jeune fille sexy
- Ophélie Winter : la fille célèbre dans le train
- Annette Hazanavicius : la mère d'Yvan
- Jean Abelanski : le père d'Yvan
- Marie Denarnaud : Colette
- Jean-Rachid : Blaise
- Céline Cuignet : Lisette
- Roschdy Zem : « le mec de la vedette »
- Gilles Lellouche : le policier
- Eriq Ebouaney : le videur
- Marc Lavoine : un V.I.P.
- Catherine Lara : un V.I.P.
- Nagui : un V.I.P.
- Martial Courcier : un journaliste
- Emmanuelle Lepoutre : une journaliste
- Edith Perret : la professeur de théâtre
- Lucy Harrison : la maquilleuse
- Michel Hazanavicius : le caméraman d'InfoSport
- Lee Delong (non créditée)
- Ginie Van de Noort : la femme du joueur

## Production
Pour son premier long métrage comme réalisateur, Yvan Attal adapte un court métrage qu'il a lui même réalisé. Dans son scénario, il s'amuse à brouiller les pistes entre la fiction et la réalité :

« Brouiller les pistes me plaisait. Quand on fait un film, on fait tout pour faire croire aux spectateurs que l'histoire qu'on leur raconte est vraie. J'ai donc utilisé tous les moyens que je pouvais pour rendre cette histoire la plus crédible possible. Qu'est ce qui est vrai et qu'est ce qui est faux au cinéma est d'ailleurs un des sujets abordé dans le film. »

— Yvan Attal
Bien que les deux personnages principaux portent le même prénom que leurs interprètes, Yvan Attal ne veut pas pour autant en faire une autobiographie, malgré des sujets qu'il connait bien :

« Il m'est arrivé dans ma courte carrière d'acteur d'avoir à tourner quelques scènes d'amour. Quand on passe sa journée au lit, nu, avec une actrice, à l'embrasser, la caresser, c'est toujours un peu bizarre de rentrer à la maison le soir et de dîner normalement avec sa propre femme. Même si tout est faux, tout, ou à peu près tout est quand même pour de vrai. »

— Yvan Attal
Pour incarner les parents d'Yvan, Yvan Attal fait appel aux parents de deux proches, Annette Hazanavicius (la mère de Serge et Michel Hazanavicius) et Jean Abelanski (le père de Lionel Abelanski), qui n'étaient jamais apparus au cinéma. 
Le tournage a eu lieu à Paris (notamment au Parc des Princes), à Londres (gare Waterloo, Tate Modern, etc.) ainsi que dans Pinewood Studios dans le Buckinghamshire.

## Bande originale
La musique originale du film est composée par le pianiste de jazz américain Brad Mehldau et interprétée par son trio. On retrouve par ailleurs d'autres compositions non originales : deux versions de Singalong Junk (par Brad Mehldau), version instrumentale de Junk figurant sur le premier album de Paul McCartney en 1970. Le film est ponctué de la célèbre chanson London Calling interprétée par le groupe The Clash.
| 1.  | Interviews                           | Brad Mehldau                             | 0:36  |
| 2.  | Lullaby of Birdland                  | Ella Fitzgerald                          | 2:50  |
| 3.  | Yvan Au Cinéma                       | Brad Mehldau                             | 3:07  |
| 4.  | Another Shade Of Blue                | Lee Konitz, Charlie Haden & Brad Mehldau | 10:46 |
| 5.  | Action                               | Brad Mehldau                             | 1:23  |
| 6.  | London Calling                       | The Clash                                | 3:19  |
| 7.  | Camping Next To Water                | Badly Drawn Boy                          | 3:49  |
| 8.  | Soho                                 | Brad Mehldau                             | 3:42  |
| 9.  | Annie's Lament                       | Annie Ross                               | 2:59  |
| 10. | Dans la loge                         | Brad Mehldau                             | 0:29  |
| 11. | Au petit matin                       | Brad Mehldau                             | 0:23  |
| 12. | Honey Suckle Rose                    | Dick Hyman                               | 6:59  |
| 13. | Thai-Chi et Brie de Meaux            | Brad Mehldau                             | 0:24  |
| 14. | Sonnet 1                             | Brad Mehldau                             | 1:14  |
| 15. | Song Song                            | Brad Mehldau                             | 6:28  |
| 16. | Sonnet 2                             | Brad Mehldau                             | 2:54  |
| 17. | Singalong Junk / Charlotte's Theme 1 | Brad Mehldau                             | 1:40  |
| 18. | Come On Let's Go                     | Broadcast                                | 3:15  |
| 19. | Singalong Junk / Charlotte's Theme 2 | Brad Mehldau                             | 3:09  |
| 20. | Bedroom Dancing                      | Day One                                  | 3:38  |
| 21. | It's All Right Now                   | Eddie Harris                             | 3:54  |
| 22. | Young at Heart                       | Brad Mehldau                             | 6:19  |
| 23. | The end                              | Brad Mehldau                             | 3:32  |

Autres chansons présentes dans le film
- Song at Sunset - Richard Harvey
- All's Well - Elmer Bernstein
- Dama Das Camélias - Caetano Veloso
- Ali Baba et les Quarante Voleurs (extrait)
- Ana Fil Houb - Lili Boniche
- Ordinary Man - Day One (en)
- It's All Right Now - Eddie Harris
- Pagan Rachel - The Flamin' Groovies

## Accueil
En France, le film obtient des critiques plutôt positives. Il décroche une note moyenne de 3,8⁄5 sur le site AlloCiné, qui recense 19 titres de presse.
En France, le film enregistre 735 139 entrées et 1 100 591 entrées en Europe

## Distinctions
Yvan Attal remporte le prix du meilleur réalisateur au festival du film de Cabourg 2002. Par ailleurs, le film décroche deux nominations aux César 2002 : meilleure actrice dans un second rôle pour Noémie Lvovsky et meilleure première œuvre de fiction pour Yvan Attal.